# Сирибеси-Тосибецу (река)
Сирибеси-Тосибецу (яп. 後志利別川 сирибэситосибэцугава) — река в Японии на острове Хоккайдо. Протекает по территории округа Хияма.
Исток реки находится под горой Осямамбе-таке(長万部岳, высотой 972 м), на территории посёлка Имакане. Ниже Сумиёси (район Имакане) она течёт по узкой равнине длиной около 20 км. Там в неё впадают реки Отяраппе (オチャラッペ川) и Тосибецумена (利別目名川). Река впадает в Японское море у посёлка Сетана.
Длина реки составляет 80 км, на территории её бассейна (720 км²) проживает около 14000 человек. Расход воды составляет 28 м³/с. Согласно японской классификации, Сирибеси-Тосибецу является рекой первого класса.
Около 81 % бассейна реки занимает природная растительность, около 14 % — сельскохозяйственные земли, около 5 % застроено. В XX веке реку спрямляли и укорачивали для борьбы с наводнениями. В низовьях реки ранее существовали обширные торфяники толщиной до 6 м, сегодня эти земли возделывают. В нижнем течении вдоль реки лежит множество пойменных озёр.
Уклон реки в верховьях составляет около 1/200-1/500, в среднем течении — 1/500-1/1400, в низовьях — 1/1400-1/3000.
Средняя амплитуда прилива у устья реки составляет около 0,1 м, средняя высота волн — 0,76 м.
Осадки в верховьях реки составляют около 1350 мм в год (Имакане), большая их часть выпадает с мая по октябрь. Ежегодный снегопад составляет 650 см.
Наводнения на реке обычно происходят в сезоны дождей Баиу и Акисамэ (соответственно июнь-август и август-октябрь) или в результате тайфунов. Большинство крупнейших наводнений были вызваны приходом тайфунов в сезон дождей.
В ХХ и XXI веках крупнейшие наводнения происходили в 1962, 1975 и 1985 годах. Во время наводнения 1962 года было полностью разрушено 1896 домов, в 1975 году — 133 домa, в 1985 году — 111 домов.